# Sent Vincenç de Jaumostier
Sent Vincenç de Jau Mostier (en francès Saint-Vincent-Jalmoutiers) és un municipi francès situat al departament de la Dordonya i a la regió de la Nova Aquitània.

## Demografia
| 1962                                       | 1968 | 1975 | 1982 | 1990 | 1999 | 2007 |
| ------------------------------------------ | ---- | ---- | ---- | ---- | ---- | ---- |
| 303                                        | 243  | 247  | 236  | 239  | 213  | 260  |
| Des de 1962: població sense dobles comptes |      |      |      |      |      |      |

## Administració
| Període | Identitat     | Partit        |
| ------- | ------------- | ------------- |
| 1990-   | Robert Denost | Divers gauche |